# Cieszanów
Cieszanów (ukrajinsky Тішанів, Цішанів, Чесанів, v jidiš ציעשינאוו‎) je město v polském Podkarpatském vojvodství v okrese Lubaczów. Město je sídlem stejnojmenné gminy a centrem obchodu a služeb. Žije zde přibližně  1 800 obyvatel.

## Poloha
Cieszanów leží na severovýchodě Podkarpatského vojvodství na jižním okraji vysočiny Roztocze, v údolí říčky Brusienka. Státní hranice mezi Polskem a Ukrajinou probíhá asi 25 kilometrů východně.

## Historie
První písemná zmínka o osídlení pochází z roku 1496, místo bylo ale osídleno už před tímto datem. Ve středověku přitahovaly písčité břehy řeky slovanské osadníky, kteří zde pravděpodobně v 10. století vybudovali hradiště. Městská práva podle práva magdeburského obci propůjčil 14. května 1590 polský král Zikmund III. V roce 1593 byl ve městě kromě pivovaru i mlýn, klempířská dína a papírna. Během Druhé severní války bylo v roce 1655 město vypáleno, stejně jako v roce 1672, kdy jej vypálila vojska Osmanské říše. V tomto roce oblastí se svým vojskem proti Turkům táhl velký korunní hejtman a vrchní velitel vojsk Republiky obou národů Jan Sobieski a v „bitvě u Cieszanówa" nad nimi zvítězil.
V roce 1681 už jako zvolený král Jan III. Sobieski potvrdil městu jeho práva. Od prvního dělení Polska v roce 1772 až do roku 1918 bylo město součástí Rakouska. Po správní reformě byl Cieszanów okresním městem.
11. září 1914 vstoupila do Cieszanówa ruská Carská armáda, o dva dny dříve se odtud stáhla armáda Rakousko-Uherska. Rusové kontrolovali město až do 18. června 1915. Během těžkých bojů bylo město silně poškozeno a vypáleno, správa města byla dočasně přesunuta do Lubaczowa (až do roku 1919). 1. listopadu 1918 se město stalo součástí nově vytvořené Ukrajiny. Tento stav však trval necelý měsíc, už 6. prosince 1918 byl Cieszanów začleněn do znovuobnoveného Polska.
7. září 1939 bylo město poprvé bombardováno stroji německé Luftwaffe a o pět dní později bylo město obsazeno jednotkami Wehrmachtu. Ty ale oblast krátce nato opustily a v souladu s německo-sovětským paktem Ribbentrop–Molotov bylo město předáno Rudé armádě. Po napadení Sovětského svazu v roce 1941 byl Cieszanów opět obsazen německými jednotkami.
Na jaře roku 1944 v oblasti působily jednotky Ukrajinské povstalecké armády, došlo k vraždění polských obyvatel místních vesnic. V noci ze 2. na 3. května 1944 byl Cieszanów Ukrajinci vypálen. Do prázdného města vstoupily první sovětské jednotky 21. července 1944. Polští obyvatelé se poté vrátili, pošta byla obnovena 15. září 1944, a 18. září začala na místní základní škole výuka.
Po konci druhé světové války se město znovu stalo součástí Polska. Při správní reformě v roce 1975 připadlo vojvodství Przemyśl. Po jeho zrušení v roce 1999 patří Cieszanów do vojvodství Podkarpatského.

### Vývoj počtu obyvatel
Přesné údaje o struktuře populace jsou doloženy až z roku 1857. Ve městě žilo v té době 859 římských, 250 východních katolíků a příslušníků Arménské katolické církve. Největší zastoupení měli Židé, těch zde žilo 1 067. V roce 1921 bylo Židů 929.
| Rok            | 1785 | 1801 | 1921 | 1945 | 1946 | 1957 | 2008 |
| Počet obyvatel | 1462 | 1534 | 2282 | 1015 | 958  | 1352 | 1935 |

## Gmina
K městsko-vesnické gmině se sídlem v Cieszanówě patří kromě města následujících 11 obcí se starostenstvími:
- Chotylub
- Dąbrówka
- Dachnów
- Folwarki
- Gorajec
- Kowalówka
- Niemstów
- Nowe Sioło
- Nowy Lubliniec
- Stary Lubliniec
- Żuków

## Partnerská města
- Argenbühl, Německo
- Capannoli, Itálie
- Diósd, Maďarsko
- Kaluža, Slovensko
- Žovkva, Ukrajina

## Památky

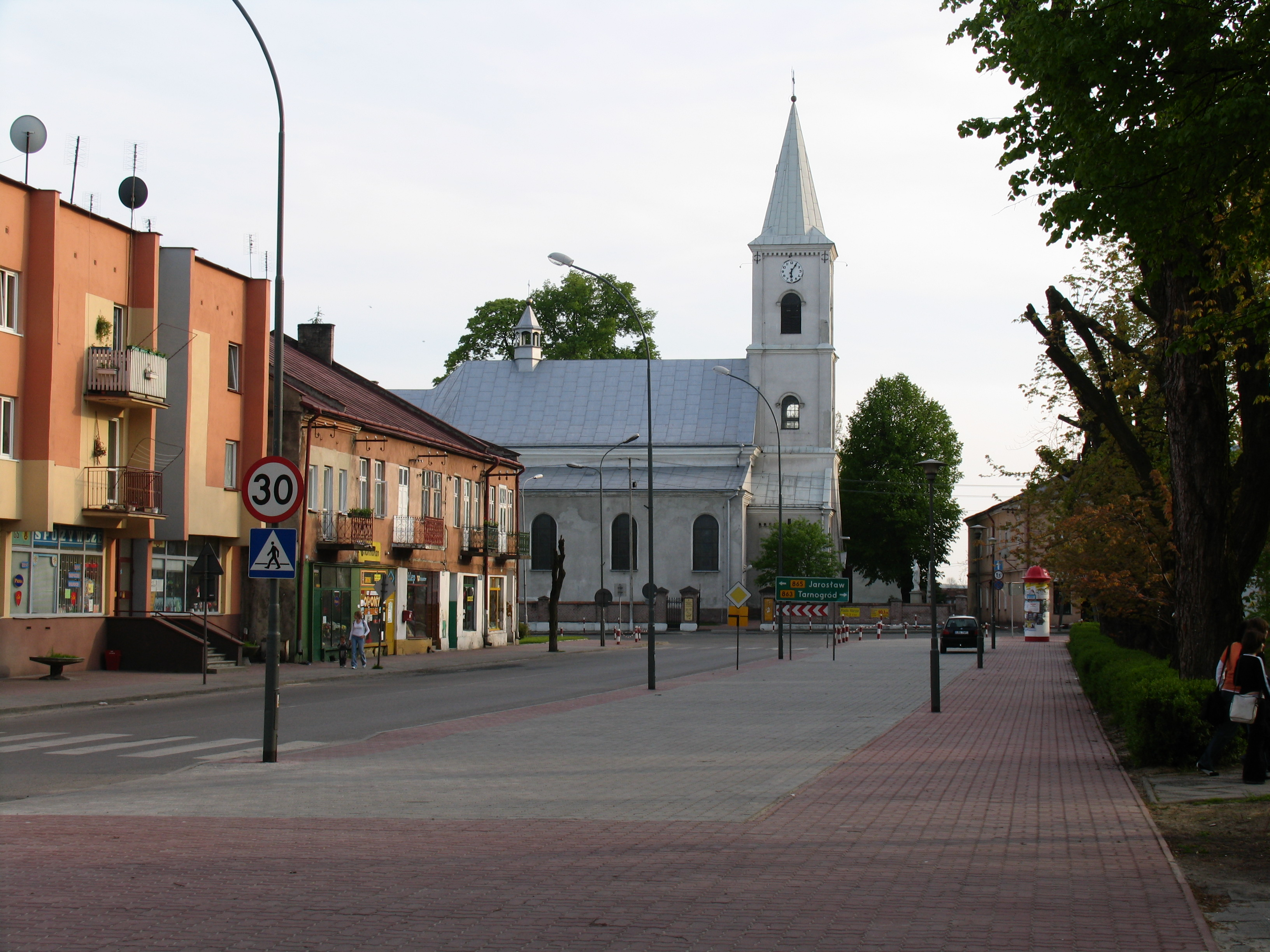
Kostel v Cieszanówě

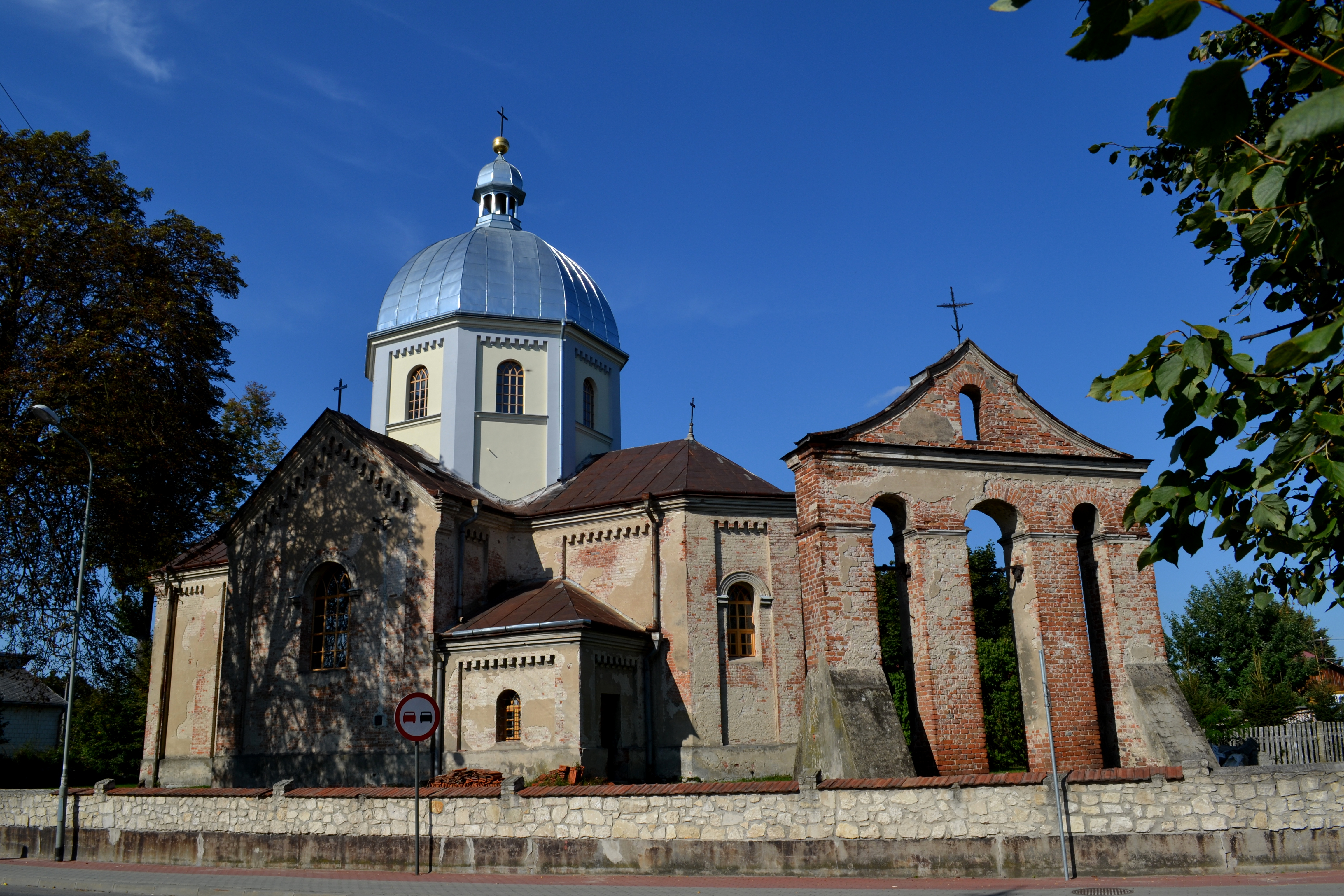
Kostel svatého Jiří

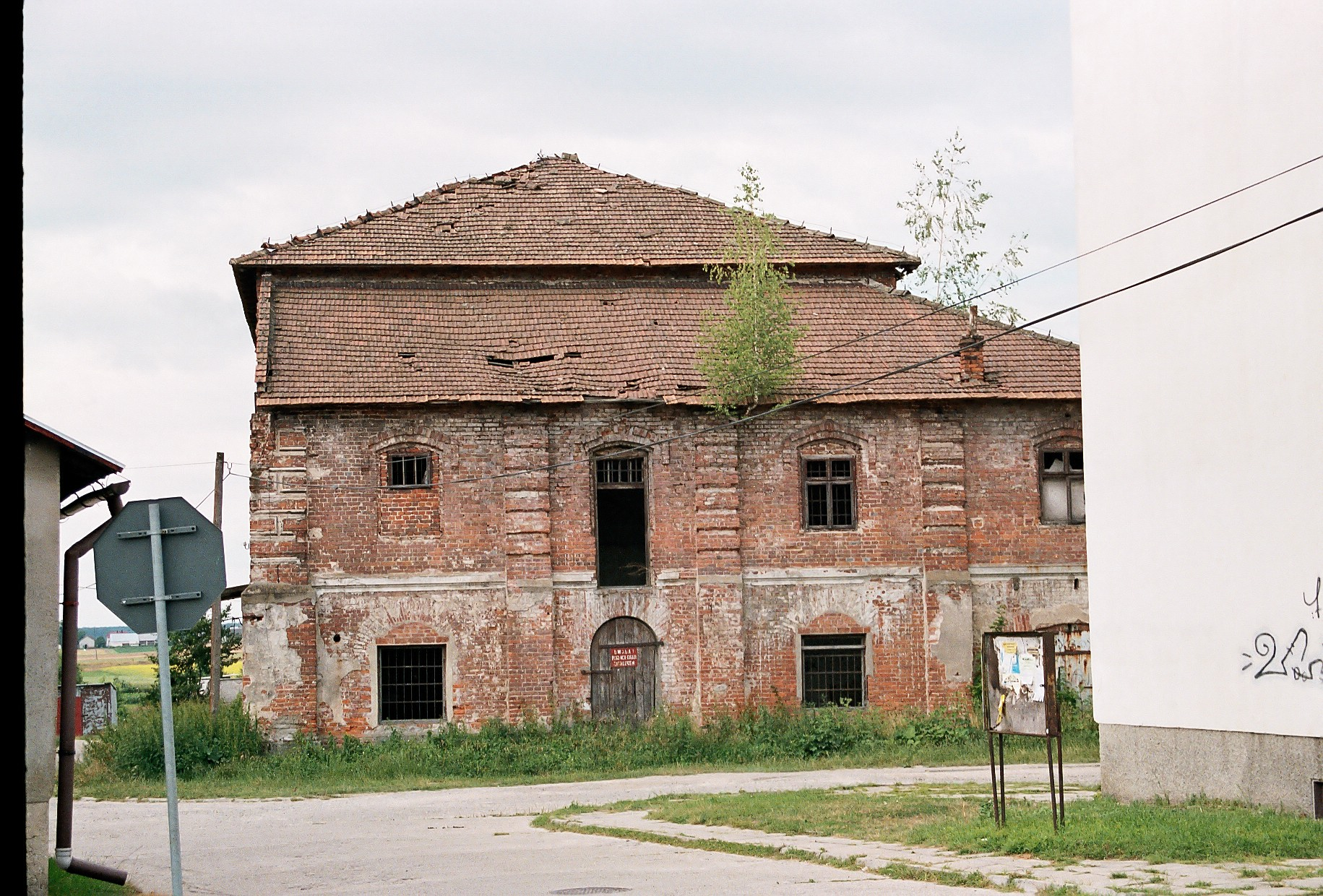
Synagoga

- Pravoslavný kostel svatého Jiří, postavený v roce 1900 na místě staršího dřevěného kostela z roku 1804
- Kostel Svatého Vojtěcha, postaven v roce 1800
- synagoga z 19. století
- židovský hřbitov, založený kolem roku 1870, rozloha 0,8 ha, v důsledku devastace za druhé světové války bez náhrobních kamenů

## Doprava
Severojižním směrem městem probíhá droga wojewódzka 865 (Jarosław–Bełżec). Na severu se jižně od města Tomaszów Lubelski napojuje na Evropskou silnici E372. Na jihu vede městem Oleszyce a končí v Jarosławi připojením na Evropskou silnici E40. Droga wojewódzka 863 (Cieszanów–Tarnogród–Nisko) ve městě začíná a pokračuje severozápadním směrem a po přibližně 65 kilometrech se napojuje na silnici 77.
Cieszanów leží na železniční trati Bełżec–Przeworsk. Letiště Letiště Rzeszów-Jasionka leží asi 85 kilometrů jihozápadně od města.

## Osobnosti
- Marian Buczek (* 1953) – polský římskokatolický duchovní, diecézní biskup charkovsko-záporožské diecéze na Ukrajině
- Łucja Charewiczowa (1897–1943) – polská historička, sociální aktivistka, odborná asistentka, docent Uniwersytetu Jana Kazimierza ve Lvově, rodačka
- Petro Karmanśkyj (1878–1956) – ukrajinský básník a překladatel, rodák
- Franciszek Lisowski (1876–1939)  – polský římskokatolický duchovní, biskup tarnówské diecéze
- Józef Smaczniak (1896–1942) – katolický kněz, filantrop, odbojář z období druhé světové války, iniciátor povstání v roce 1925
- Bronisława Wysłouchowa z Szabatowskich (1896–1947) – plukovnice Polských ozbrojených sil na Západě, inspektorka PSK, rodačka